# Municipio de Blandinsville
El municipio de Blandinsville (en inglés: Blandinsville Township) es un municipio ubicado en el condado de McDonough en el estado estadounidense de Illinois. En el año 2010 tenía una población de 846 habitantes y una densidad poblacional de 8,74 personas por km².

## Geografía
El municipio de Blandinsville se encuentra ubicado en las coordenadas 40°35′37″N 90°51′26″O / 40.59361, -90.85722. Según la Oficina del Censo de los Estados Unidos, el municipio tiene una superficie total de 96.83 km², de la cual 96,81 km² corresponden a tierra firme y (0,03 %) 0,03 km² es agua.

## Demografía
Según el censo de 2010, había 846 personas residiendo en el municipio de Blandinsville. La densidad de población era de 8,74 hab./km². De los 846 habitantes, el municipio de Blandinsville estaba compuesto por el 97,99 % blancos, el 0,35 % eran asiáticos, el 0,47 % eran de otras razas y el 1,18 % eran de una mezcla de razas. Del total de la población el 1,3 % eran hispanos o latinos de cualquier raza.